# UFC Fight Night: Bader vs. St. Preux
UFC Fight Night: Bader vs. Saint Preux foi um evento de artes marciais mistas promovido pelo Ultimate Fighting Championship, ocorrido em 16 de agosto de 2014 no Cross Insurance Center em Bangor, Maine.

## Background
O evento é esperado para ter como evento principal a luta entre os meio pesados Ryan Bader e Ovince St. Preux.
Esse será o primeiro evento do UFC a acontecer em Maine.
Bobby Green era esperado para enfrentar Abel Trujillo no evento, no entanto, devido a lesão de Michael Johnson, Green foi movido para a luta contra Josh Thomson. Seu substituto foi o inglês Ross Pearson. No entanto, Trujillo também se lesionou e foi substituído por Gray Maynard, que enfrentaria Fabrício Camões no card. Camões foi retirado do card.

## Bônus da Noite
- Luta da Noite:  Seth Baczynski vs.  Alan Jouban
- Performance da Noite:  Thiago Tavares e  Tim Boetsch